# Afropinnotheres
Afropinnotheres is een geslacht van kreeftachtigen uit de klasse van de Malacostraca (hogere kreeftachtigen).

## Soorten
- Afropinnotheres crosnieri Manning, 1993
- Afropinnotheres guinotae Manning, 1993
- Afropinnotheres larissae (Machkevskiy, 1992)
- Afropinnotheres monodi Manning, 1993